# (25794) 2000 CF71
(25794) 2000 CF71 es un asteroide perteneciente al cinturón de asteroides, región del sistema solar que se encuentra entre las órbitas de Marte y Júpiter.
Fue descubierto el 7 de febrero de 2000 por el equipo del LINEAR desde el Laboratorio Lincoln, Socorro, Nuevo Mexico.

## Designación y nombre
Designado provisionalmente como 2000 CF71

## Características orbitales
(25794) 2000 CF71 está situado a una distancia media del Sol de 3,122 ua, pudiendo alejarse hasta 3,585 ua y acercarse hasta 2,659 ua. Su excentricidad es 0,148 y la inclinación orbital 13,370 grados. Emplea 2014,89 días en completar una órbita alrededor del Sol.
Los próximos acercamientos a la órbita de Júpiter ocurrirán el 11 de febrero de 2027, el 31 de diciembre de 2036 y el 29 de enero de 2109.

## Características físicas
La magnitud absoluta de (25794) 2000 CF71 es 13,38. Tiene 14,383 km de diámetro y su albedo se estima en 0,037.